# آغا خان الثاني
آغا خان الثاني (وُلد عام 1830 في محلات بإيران، وتوفي في أغسطس 1885 في بوونا بالهند) هو الإمام السابع والأربعين للمسلمين النزاريين الإسماعيليين. أصبح الإمام عام 1881 بصفته فردًا من العائلة الملكية الإيرانية. ساعد خلال حياته في تحسين مجتمعات المسلمين الأكبر في الهند، لا مجتمعه فقط. كان رياضيًا وصيادًا نهمًا. كان الإمام النزاري الثاني الذي يحمل لقب آغا خان.

## النشأة والعائلة
ولد آغا علي شاه عام 1830 في محلات بإيران. كان الابن الأكبر لآغا خان الأول والذكر الوحيد الناجي من زواج والده بِسارفي جهان خانوم (توفيت عام 1882). كان آغا علي شاه أحد أفراد العائلة المالكة الإيرانية، إذ كانت والدته ابنة فتح علي شاه، الحاكم الثاني لسلالة قاجار. اعترف ناصر الدين شاه قاجار بمكانته أميرًا من العائلة المالكة عندما توفي والد آغا علي شاه. نظم ناصر الدين بنفسه حفلًا أقيم بين الأمراء الفرس بمناسبة انتهاء الحداد على والده المتوفي. بالإضافة إلى ذلك، أرسل ناصر الدين رداء الشرف وشعار التاج الفارسي المرصع بالماس إلى الآغا علي شاه كعلامة على علاقة الشاه بعائلة الآغا خان.
ينحدر نسبه من الخلفاء الفاطميين في مصر. قضى سنواته الأولى في محلات. ومع ذلك، فإن محاولات والده لاستعادة منصبه السابق حاكمًا لكرمان جعلت الإقامة هناك صعبة، لذلك نُقل آغا علي شاه إلى العراق مع والدته في عام 1840. درس هناك اللغة العربية والفارسية والعقيدة النزارية، وسرعان ما اكتسب سمعة بصفته سلطة على الأدب العربي والفارسي، وطالب في الميتافيزيقا، ومفسر للفلسفة الدينية. في أواخر أربعينيات القرن التاسع عشر، سمحت الظروف السياسية المتغيرة بعودة علي شاه إلى بلاد فارس حيث تولى بعض مسؤوليات والده. في عام 1853، انضمت سارف جهان خانوم وآغا علي شاه إلى الآغا خان الأول في بومباي. وبصفته وريث والده للإمامة الإسماعيلية، زار آغا علي شاه العديد من المجتمعات الإسماعيلية في جنوب آسيا، وخاصة في السند وكاثيوار.

## الإمامة الإسماعيلية
أصبح آغا علي شاه إمام الإسماعيليين بعد وفاة والده في عام 1881، وورث أيضًا لقب والده الآغا خان. حافظ الآغا خان الثاني على العلاقات الودية التي طورها والده مع البريطانيين وعُين في المجلس التشريعي لبومباي عندما كان السير جيمس فيرغسون حاكمًا لبومباي. كان هذا إنجازًا جديرًا بالملاحظة، نظرًا إلى أن الترشيح لعضوية المجلس في تلك الأيام كان تمييزًا نادرًا لا يُمنح إلا للرجال ذوي القدرات المتميزة والمكانة الاجتماعية العالية.
ورث الإمام آغا علي شاه اهتمام والده بأتباعه وكان على دراية جيدة باحتياجاتهم، إذ كلفه والده بواجب زيارة مختلف المجتمعات في جنوب آسيا. على سبيل المثال، عندما نشأ الالتباس بسبب حقيقة أن بعض أتباعه في الهند يحكمهم جزئيًا القانون الإسلامي وجزئيًا بموجب القانون الهندوسي، عُيّن عضوًا في لجنة عام 1874 التي شُكلت لتقديم مقترحات لتعديل القانون الخاص بجماعته.
نظرًا إلى اهتمامه برفاهية أتباعه، فتح أيضًا عددًا من المدارس لهم في بومباي وأماكن أخرى، وقدم مساعدةً مالية للأسر المحتاجة. رغم أن إمامته استمرت نحو أربع سنوات فقط، فقد كان قادرًا على زيادة الاتصالات مع أتباعه الذين يعيشون خارج شبه القارة الآسيوية، لا سيما أولئك الذين كانوا يقيمون في مناطق أوكسوس العليا وبورما وشرق أفريقيا. حصل على تقدير كبير لعمله لأنه قام بواجبه المسؤول والشاق بطريقة استحقت إعجاب المجتمع واستحسانه.

## العلاقات المقربة مع المجتمعات الإسلامية الأخرى
كان الإمام آغا علي شاه يحظى بتقدير كبير من قبل السكان الهنود المسلمين، نتيجةً لتحسن ظروف مجتمعه وسياساته ونشاطه الاجتماعي. انتُخب رئيسًا لجمعية المحمدي الوطنية، وهو المنصب الذي شغله حتى وفاته. بصفته رئيسًا، شارك أيضًا بتعزيز المؤسسات التعليمية والخيرية وتنظيمها، والتي عملت على تحسين حياة أفراد المجتمع الأكبر للمسلمين في الهند.
حافظ الإمام آغا علي شاه، مثلما فعل والده، على روابط وثيقة مع نظام نعمة الله الصوفي. ومما لا شك فيه أن هذه العلاقة قد سهّلت تراث العليد المشترك الذي تشاركه كل من آغا علي شاه وأتباع نعمة الله؛ يتبع أسلاف كل من الشاه نعمة الله والي (توفي عام 1430 أو 1431)، مؤسس النظام المسمى، وآغا علي شاه إلى الإمام الشيعي جعفر الصادق، وبالتالي إلى علي. يبدو أن الانتماء بين أتباع نعمة الله والأئمة النزاريين يمكن تتبعه على الأقل حتى القرن الثامن عشر حتى الإمام النزاري الأربعين، شاه نزار، الذي كان له صلات وثيقة بالنظام. قبل ذهابه إلى الهند، طور آغا علي شاه علاقات وثيقة مع زعيم أحد فروع نعمة الله، رحمت علي شاه، الذي كان ضيفًا على الآغا خان الأول في محلات في عام 1833. بعد وفاة رحمت علي شاه في عام 1861، أرسل آغا علي شاه، أغلب الأحيان، أموالًا من الهند لتلاوة القرآن في قبره في شيراز. كان لآغا علي شاه أيضًا علاقات وثيقة مع عم رحمت علي شاه وأيضًا مع من خلفوه، منور علي شاه (توفي عام 1884). استقبل آغا علي شاه عددًا من الزوار المهمين الذين ينتمون إلى نظام نعمة الله، بمن فيهم نجل رحمت علي شاه محمد مأمون شيرازي، الذي زار الهند في عام 1881 وظل مع آغا علي شاه مدة عام. من الشخصيات البارزة الأخرى في نظام نعمة الله الذي استقبله آغا علي شاه، آصفي علي شاه، الذي ذهب إلى الهند لأول مرة في عام 1863 بدعوة من آغا علي شاه.

## الزيجات والأطفال
لا يُعرف الكثير عن زوجتي آغا علي شاه اللتين توفيتا في بومباي. أنجب من زواجه الأول بمريم سلطانة ولدين. الأكبر هو شهاب الدين شاه (المعروف أيضًا باسم آغا خليل الله)، الذي وُلد عام 1851 أو 1852 تقريبًا، وكتب بعض الرسائل باللغة الفارسية عن الأخلاق الإسلامية والروحانية الإسماعيلية. توفي في ديسمبر 1884 من شكوى في صدره وهو ما يزال في أوائل الثلاثينات من عمره، ودُفن في النجف. توفي الابن الثاني، نور الدين شاه، الأخ الشقيق لشهاب الدين شاه، في عام 1884 أو 1885 تقريبًا في حادث ركوب في بونا بينما كان شابًا. وقيل إنه بعد فقدانه اثنين من أبنائه، توفي آغا علي شاه مفطور القلب. بعد وفاة زوجته الأولى، تزوج آغا علي شاه مرة ثانية، لكنه فقد زوجته الثانية أيضًا.
في عام 1867، تزوج آغا علي شاه بشمس الملوك لتكون زوجته الثالثة، وهي ابنة خورشيد كولاه خانوم (إحدى بنات فاتح علي شاه قاجار من قبل تاج الدولة) وميرزا علي محمد نظام الدولة (وهو رجل نبيل صاحب نفوذ كبير في البلاط الفارسي)، وهو حفيد محمد حسين خان أصفهاني، رئيس وزراء الشاه فاتح علي قاجار (توفي عام 1843) في إيران. كانت شمس الملوك أيضًا ابنة أخ محمد علي شاه من أسرة القاجار. وُصفت بأنها امرأة محاطة جيدًا ذات مظهر جيد ناعم وعيون داكنة مضيئة مخبأة وراء اليشمك الخاص بها، وامرأة أثبتت نفسها بأنها سيدة رائعة من التحصيلات النادرة والقوة التنظيمية العظيمة، وكانت معروفة في جميع أنحاء العالم الإسلامي. بزواجه من شمس الملوك، التي أصبحت تُعرف باسم السيدة علي شاه (توفيت عام 1938)، أنجب الآغا خان الثاني منها ثلاثة أبناء، توفي اثنان منهم في طفولتهم. وكان ابنه الوحيد الباقي وخلفه هو سلطان محمد شاه.